# Ponte della Becca
Il ponte della Becca è un ponte della provincia di Pavia, costruito tra il 1910 e il 1912, che attraversa la confluenza tra i fiumi Ticino e Po, presso i comuni di Linarolo e Mezzanino. Parzialmente distrutto dai bombardamenti subiti durante la seconda guerra mondiale nel 1944, fu ripristinato nelle parti danneggiate e riaperto al traffico nel 1950.
Il ponte ha struttura reticolare con pareti reticolari a doppie diagonali ed è attraversato dalla Strada statale 617 Bronese, che percorre la tratta Broni-Pavia. È la struttura in ferro più grande al mondo dopo la Tour Eiffel, ed è lungo in totale 1.081 metri.

## Storia
La necessità di trasportare a Pavia e nel resto della Lombardia l'uva proveniente dall'Oltrepò Pavese aveva fatto istituire nella località dove attualmente sorge il ponte dapprima un sistema di traghetti e successivamente un ponte di barche; i ponti di barche risultavano però inadeguati a garantire il passaggio durante le piene dei due grandi fiumi, che ogni due o tre anni avvenivano proprio durante il periodo del commercio dell'uva.
Nel 1881, fu istituito un primo comitato che tentò inutilmente di promuovere la costruzione di un ponte stabile alla Becca, dopo lo scioglimento del quale nel 1885 fu istituito un secondo comitato che nel corso del tempo promosse la redazione di una serie di progetti, uno dei quali fu richiesto a una delle principali imprese attiva nel settore delle costruzioni metalliche, la Società Nazionale Officine di Savigliano (1892). Solo nel 1902, però, il Consiglio provinciale redasse un piano finanziario per l'opera e nel 1904 si costituì un consorzio tra i comuni interessati, che in seguito affidò la costruzione alla Società Larini Nathan di Milano (che nel 1911 cambiò nome in Società Nathan e Uboldi). Il progetto definitivo, a cura dell'ingegnere Jules Röthlisberger (lo stesso che nel 1887 aveva progettato il Ponte San Michele sull'Adda, rinomato manufatto di archeologia industriale), risale al 1909. I lavori iniziarono nel 1910 e l'inaugurazione dell'opera avvenne il 7 luglio 1912 alla presenza di Vittorio Emanuele di Savoia, Conte di Torino e cugino del re Vittorio Emanuele III.
Parzialmente distrutto dai bombardamenti degli Alleati durante la seconda guerra mondiale nel 1944, la ricostruzione delle parti distrutte o danneggiate fu eseguita dalla Società Nazionale Officine di Savigliano, che riprese e seguì il progetto originario della Società Larini Nathan; i lavori vennero completati nel 1950.
Presso l'estremità pavese del ponte è sorto, a partire dagli anni 1990, un complesso turistico estivo la cui finalità è lo sviluppo della navigazione fluviale. A causa delle frequenti esondazioni da parte dei due fiumi, che spesso sommergono completamente la zona durante la stagione fredda, l'unica attività consentita è proprio quella basata sulla navigazione. I due fiumi non sono balneabili a causa dei gorghi che tendono a formarsi proprio in prossimità dei plinti del ponte e dell'inquinamento delle acque.

### Terzo millennio
Il 28 novembre 2010 viene rilevato un cedimento strutturale di 4 centimetri di un giunto della struttura: a seguito di questo evento, per ragioni di sicurezza, il ponte viene dichiarato non carrabile e chiuso al traffico. La riapertura è avvenuta il 30 dicembre dello stesso anno ai soli mezzi più leggeri di 35 quintali, a seguito di una parziale ristrutturazione.
Il 17 marzo 2011 si ha un nuovo incidente: durante un periodo di piena del Po, crolla improvvisamente il pilone 9 del ponte, che viene perciò dichiarato nuovamente inagibile e chiuso alla circolazione. Dopo aver riparato il pilone ed aver installato barriere limitatrici di larghezza in cemento con sbarre per impedire fisicamente il transito al traffico pesante, dato che i precedenti divieti erano stati continuamente infranti, il ponte viene nuovamente riaperto al solo traffico leggero, a senso unico alternato.
Tra il 6 e 7 giugno 2011 vengono eseguiti dei rilievi sul letto del fiume, per determinare le cause dell'incidente di tre mesi prima. I dati ottenuti affermano che il pilone 9 è collassato a causa di una buca nel letto del fiume, arrivata a minacciare anche la base del pilone 8, il quale è sporgente in modo anomalo, in quanto penetra nel fondo per soli 2 metri, mentre gli altri piloni sono a 11 metri. Altri lavori sono stati effettuati nel corso del 2011.
Negli anni immediatamente successivi è stato ripristinato il doppio senso di circolazione e sono state installate nuove barriere in calcestruzzo atte a limitare la larghezza della carreggiata. Attualmente la transitabilità continua ad essere inibita ai veicoli di massa superiore ai 35 quintali ad eccezione degli autobus di linea; il limite di velocità è fissato a 50 km/h ed è attivo un sistema automatico di rilevazione delle infrazioni che verifica la velocità media tenuta dai veicoli tra le due estremità del ponte.
A gennaio 2018 vari enti, tra cui Regione Lombardia e il Ministero delle Infrastrutture e dei Trasporti, stabiliscono l'importanza della realizzazione di un nuovo ponte. Si prevedeva l'avvio di uno studio preliminare di fattibilità e la realizzazione del nuovo ponte per il 2021.
Nel gennaio 2022 l'Anas, in audizione alla Camera, ha esposto la procedura di valutazione del nuovo ponte.

## Galleria d'immagini

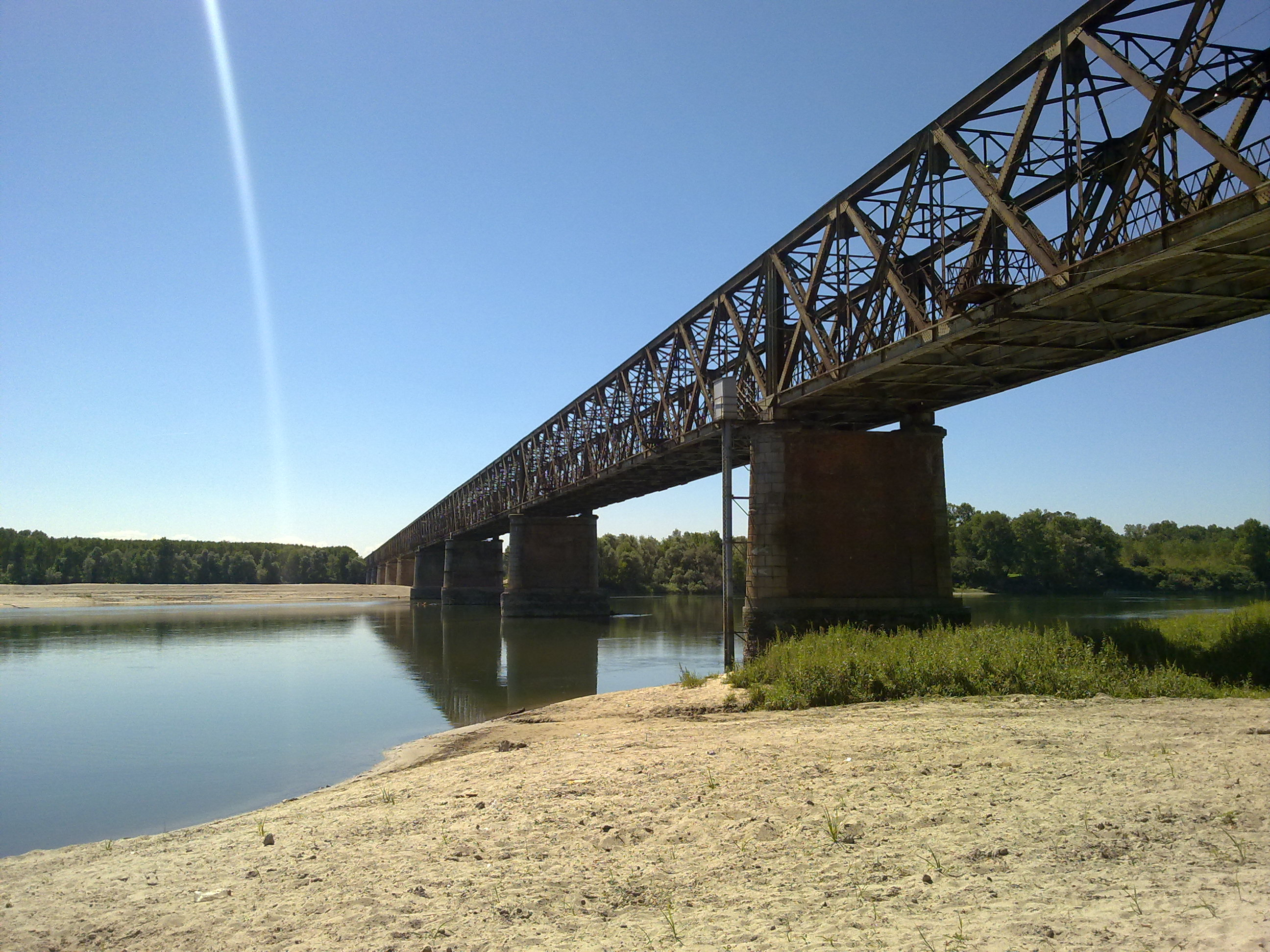
Il Ponte della Becca nel settembre 2010
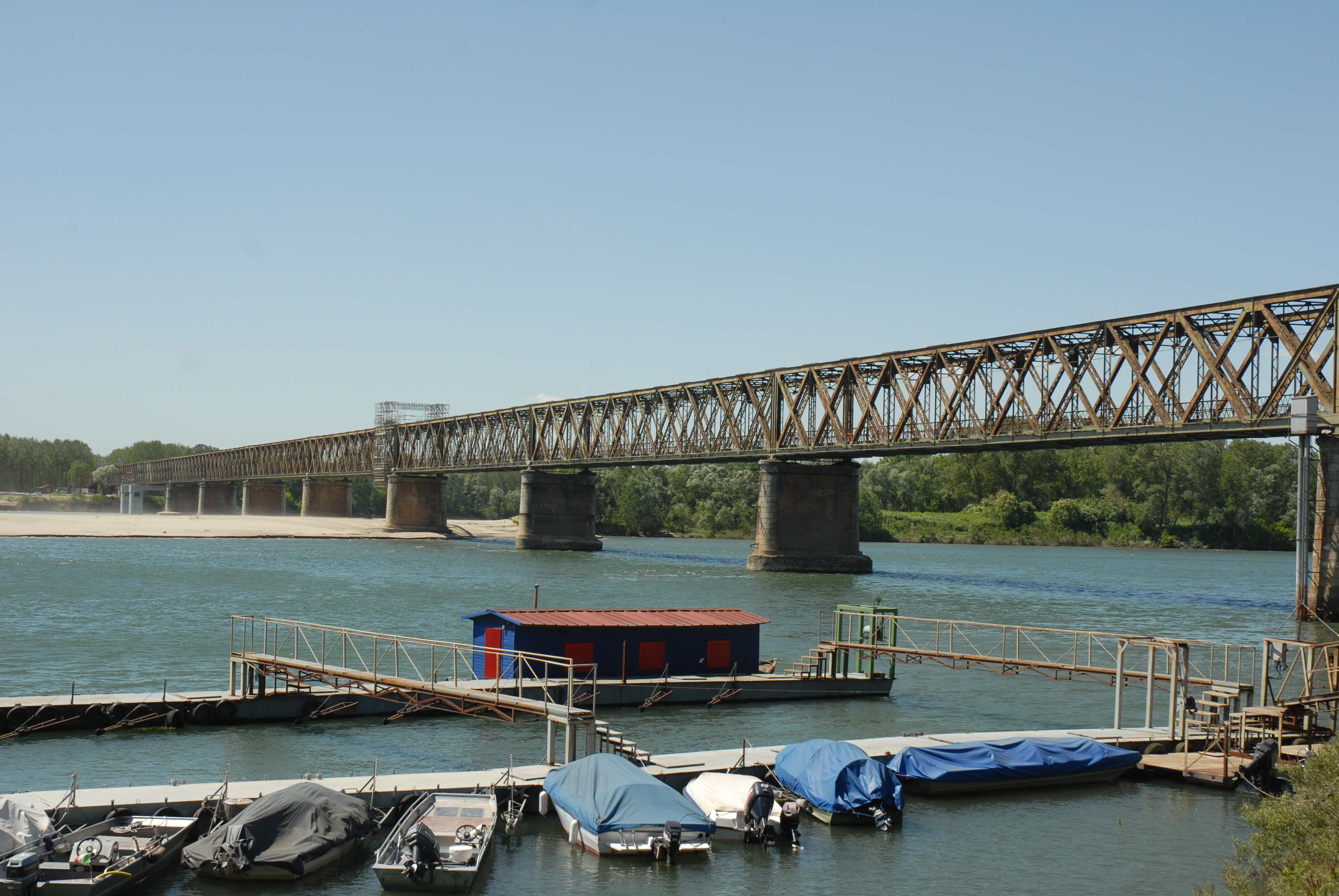
Il Ponte della Becca nel maggio 2012.
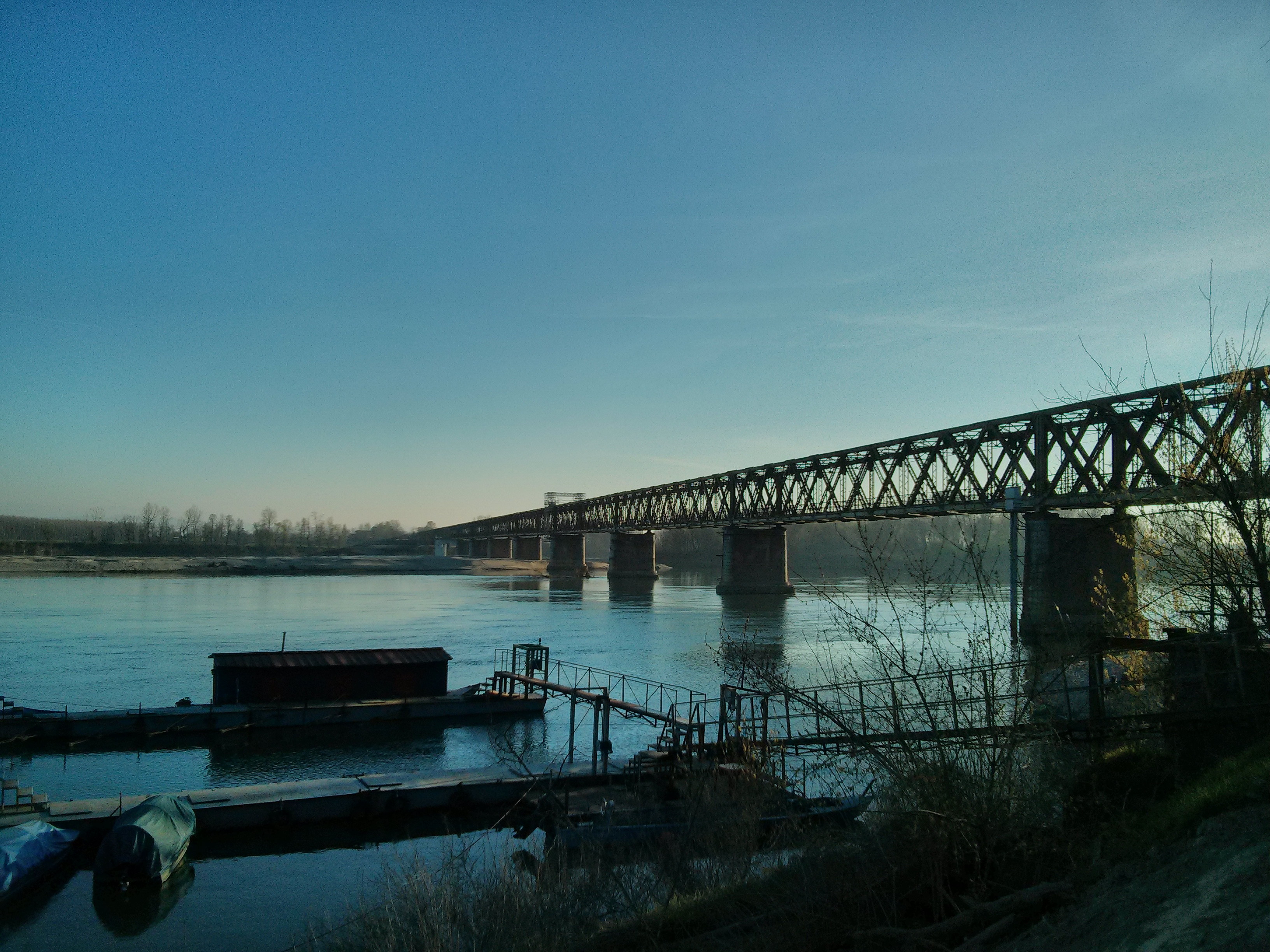
Ponte della Becca al tramonto nel maggio 2014.
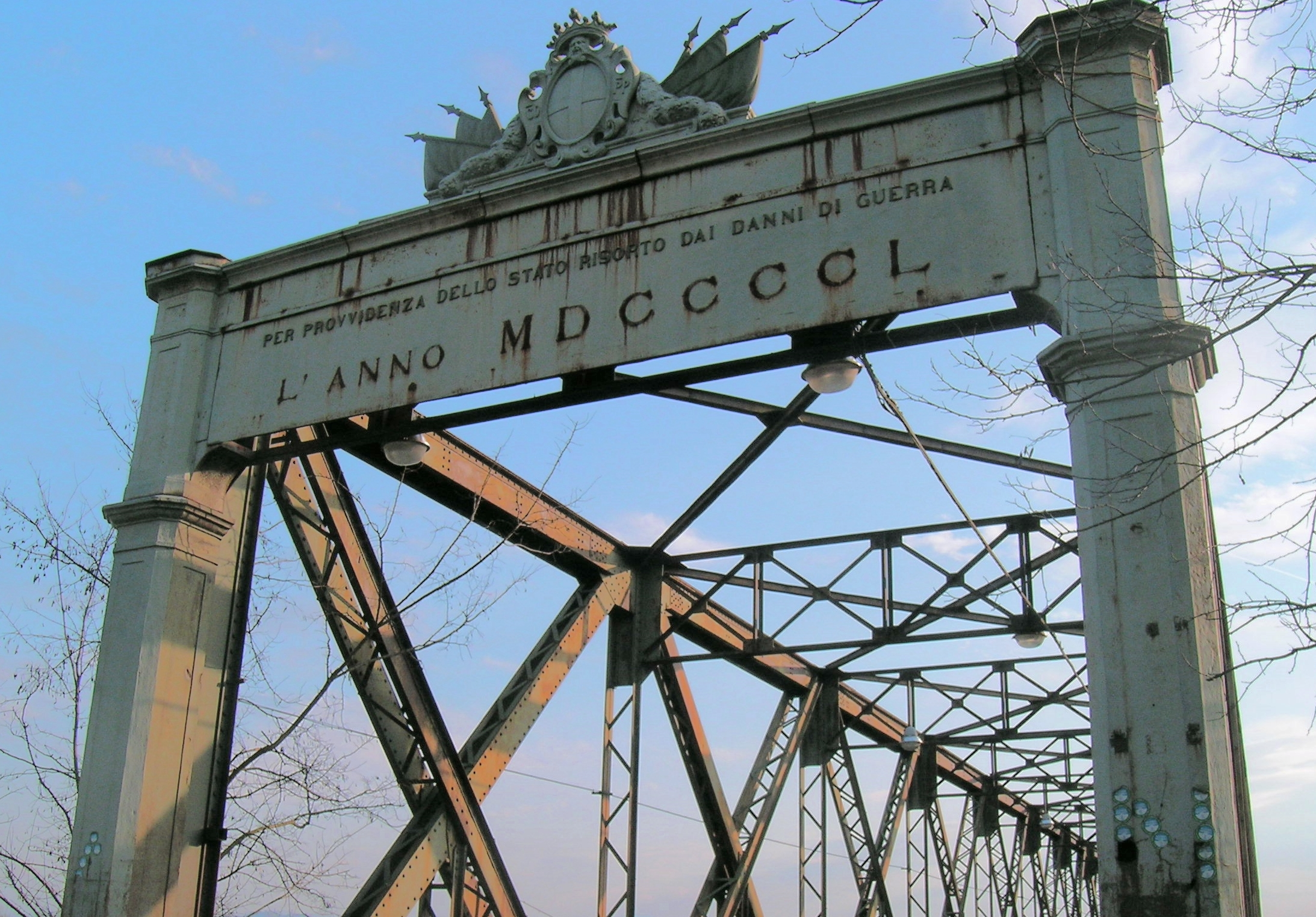
Testata del Ponte della Becca sulla sponda sinistra.
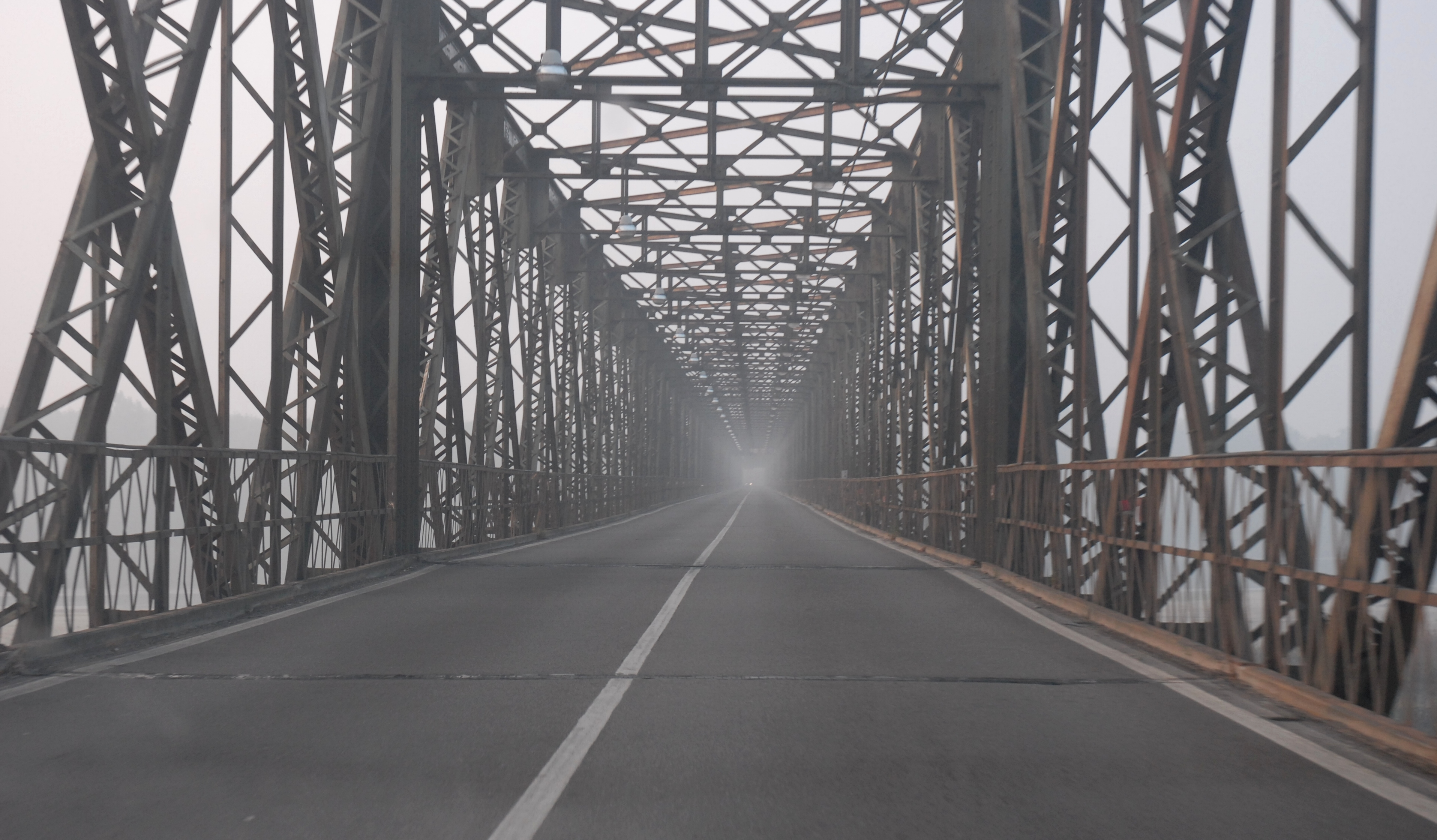
Interno del Ponte della Becca.
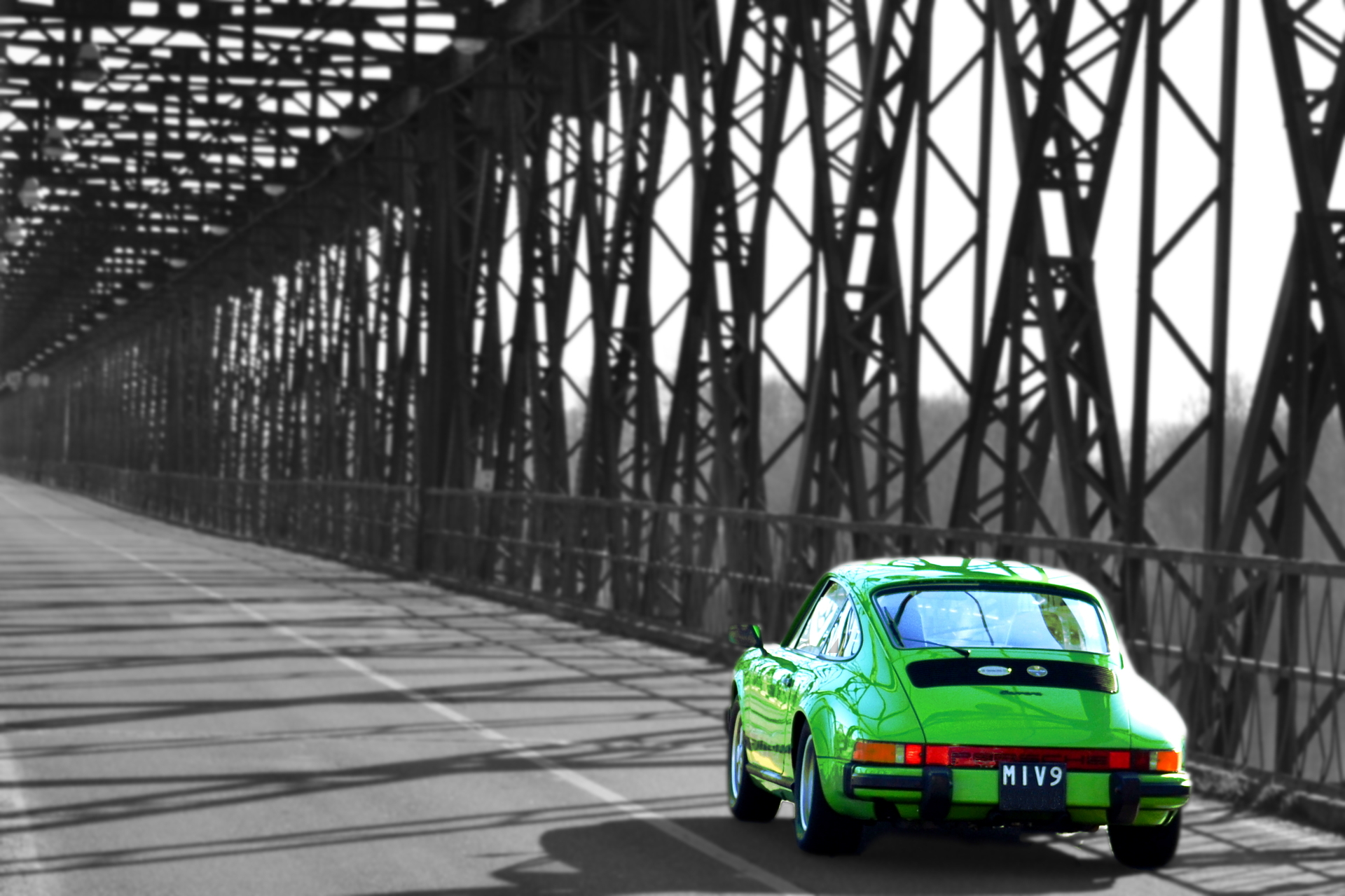
Una Porsche 911 (1975) sul Ponte della Becca.